# Alfredo Garasini

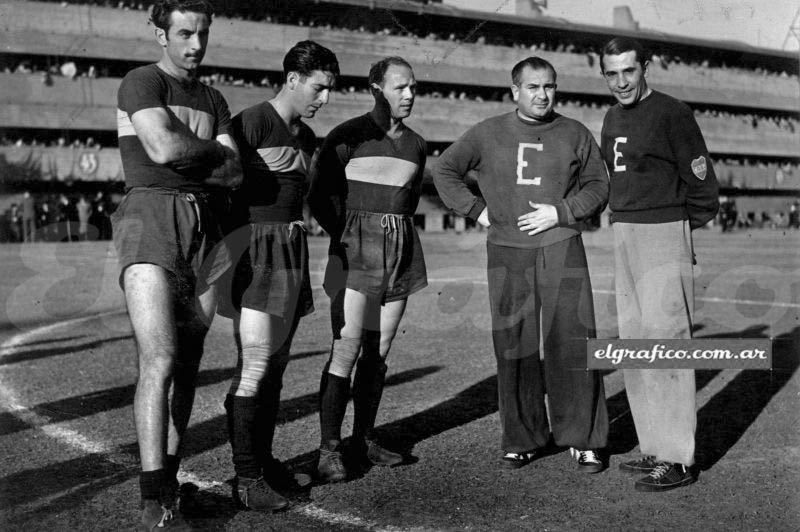
Garasini, cuando formaba parte del cuerpo técnico de Mario Fortunato, en el año 1946.

Alfredo Garasini (Ciudad de Buenos Aires, Argentina, 1 de junio de 1897 - Ciudad de Santa Fe, 6 de enero de 1950) fue un futbolista argentino que se desempeñaba en la posición de delantero.
Desarrolló la mayor parte de su carrera en el Club Atlético Boca Juniors, en donde se inició como futbolista. En el conjunto «xeneize» destacó con creces y conquistó una notable cantidad de títulos (catorce en total). Fue internacional con la Selección de Fútbol de Argentina en dos oportunidades. Una vez retirado, se desempeñó como entrenador y dirigió al equipo «xeneize» en la década del 40, logrando esta vez dos títulos de la Primera División de Argentina, en los años 1943 y 1944.  
Falleció en el año 1950, siendo parte del cuerpo técnico de Boca Juniors. Es considerado una de las mayores glorias en la historia de Boca Juniors, al ser fundamental tanto como jugador así como en su rol de entrenador, además del hecho de surgir de la cantera de dicho club. 

## Trayectoria

### Boca Juniors
Surgido de las divisiones inferiores de Boca Juniors, se caracterizaba por ser un jugador polifuncional. Su debut se produjo en el año 1916, con 19 años de edad. Debutó como zaguero, luego alternó en el ataque como wing, también estuvo de centro delantero, y en el medio campo estuvo en los tres puestos del equipo. También circunstancialmente fue arquero ante lesión de Américo Tesoriere. 

### River Plate y Sportivo del Norte
Un dato sumamente curioso: el 29 de junio de 1920 jugó para River Plate por la Copa Competencia frente a C.A. Atlanta, en la Asociación Amateurs. En 1921 estuvo en Sportivo del Norte, club al que se fue por tener diferencias con los dirigentes xeneizes, sin embargo, regresó al club al año siguiente.

### Vuelta a Boca Juniors
Integró el equipo que realizó la famosa gira europea de Boca Juniors de 1925, en la cual el club "Xeneize" realizó una excelente campaña. Fue el máximo goleador del torneo de 1919 en forma conjunta con otro boquense: Alfredo Martín, ambos con 6 tantos.
Ganó 10 títulos con Boca Juniors (Campeonatos 1919, 1920, 1923, 1924 y 1926, Copa Competencia 1919, Copa Ibarguren 1919, Tie Cup Competition 1919, Copa Competencia 1925 y Copa Estímulo 1926) y jugó un total de 12 años en el Club de la Ribera.  

## Trayectoria como entrenador
Como director técnico, dirigió la primera división de Boca Juniors entre 1943 y 1945, obteniendo los campeonatos de 1943 y 1944. Posteriormente se desempeñó como segundo entrenador del cuerpo técnico de Mario Fortunato y más tarde como masajista del club. 

## Selección nacional
Jugó dos partidos en la selección de fútbol de Argentina, su debut, el 25 de octubre de 1924 ante Chile, que terminó en 2:0 a favor de la Albiceleste y el 13 de diciembre de 1925 ante Brasil, que finalizó 4:1 y donde marcó su primer y único gol con el seleccionado.

## Fallecimiento
Falleció siendo parte del cuerpo técnico de Boca Juniors, en la ciudad de Santa Fe, donde fue junto al equipo para jugar un amistoso con Colón.

## Clubes
| Club               | País      | Año       |
| ------------------ | --------- | --------- |
| Boca Juniors       | Argentina | 1916-1920 |
| River Plate        | Argentina | 1920      |
| Sportivo del Norte | Argentina | 1921      |
| Boca Juniors       | Argentina | 1921-1928 |

## Títulos

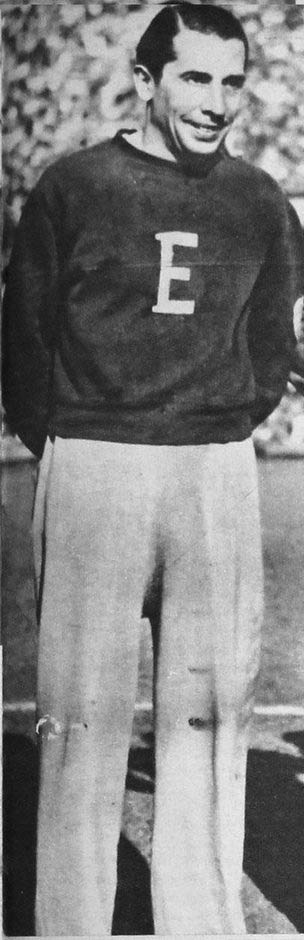
Garasini como director técnico de Boca, en el año 1943

### Como jugador

#### Campeonatos nacionales
| Título           | Club         | País      | Año  |
| ---------------- | ------------ | --------- | ---- |
| Primera División | Boca Juniors | Argentina | 1919 |
| Copa Competencia | Boca Juniors | Argentina | 1919 |
| Copa Ibarguren   | Boca Juniors | Argentina | 1919 |
| Primera División | Boca Juniors | Argentina | 1920 |
| Primera División | Boca Juniors | Argentina | 1923 |
| Copa Ibarguren   | Boca Juniors | Argentina | 1923 |
| Primera División | Boca Juniors | Argentina | 1924 |
| Copa Ibarguren   | Boca Juniors | Argentina | 1924 |
| Copa Competencia | Boca Juniors | Argentina | 1925 |
| Campeón de Honor | Boca Juniors | Argentina | 1925 |
| Primera División | Boca Juniors | Argentina | 1926 |
| Copa Estímulo    | Boca Juniors | Argentina | 1926 |

#### Campeonatos internacionales
| Título                  | Equipo              | Sede final   | Año  |
| ----------------------- | ------------------- | ------------ | ---- |
| Cup Tie Competition     | Boca Juniors        | Argentina    | 1919 |
| Copa de Honor Cousenier | Boca Juniors        | Argentina    | 1920 |
| Copa América            | Selección Argentina | Buenos Aires | 1925 |

#### Distinciones individuales
| Distinción                                       | Año  |
| ------------------------------------------------ | ---- |
| Máximo Goleador de la Primera División Argentina | 1919 |

### Como entrenador

#### Campeonatos nacionales
| Campeonato       | Club         | País      | Año  |
| ---------------- | ------------ | --------- | ---- |
| Primera División | Boca Juniors | Argentina | 1943 |
| Primera División | Boca Juniors | Argentina | 1944 |

#### Campeonatos internacionales
| Campeonato             | Club         | País    | Año  |
| ---------------------- | ------------ | ------- | ---- |
| Copa de Confraternidad | Boca Juniors | Uruguay | 1945 |